# Mount Lucania
Der Mount Lucania ist ein 5240 m hoher Berg der Eliaskette im Yukon-Territorium in Kanada. Der Berg wurde von Luigi Amadeo von Savoyen, Herzog der Abruzzen, bei der Erstbesteigung des Mount Saint Elias am 31. Juli 1897 nach dem Schiff benannt, das ihn nach Amerika brachte.
Der Mount Lucania befindet sich 50 km nördlich des Mount Logan. Der Berg bildet den höchsten Punkt eines in SW-NO-Richtung verlaufenden Bergkamms. 11,6 km nordöstlich befindet sich der etwas niedrigere Mount Steele (5073 m). Nördlich des Mount Lucania strömt der Chitina-Gletscher in westlicher Richtung. Die Südflanke wird über Dennis-Gletscher, Walsh-Gletscher und Logan-Gletscher ebenfalls zum Chitina River hin entwässert.

## Besteigungsgeschichte
Die Erstbesteigung des Gipfels gelang am 9. Juli 1937 Bradford Washburn und Robert H. Bates.